# 江苏省革命委员会
江苏省革命委员会，简称江苏省革委会，是文化大革命期间江苏省最高国家权力机关。

## 历史
1967年1月26日，南京市造反派夺取省委、省人委权力（南京“一·二六”夺权），因造反派未完成联合而未受到中共中央承认。此后造反派分裂为认为“一·二六夺权好得很！”的“好派”（又称红总派），和认为“一·二六夺权好个屁！”的“屁派”（又称八·二七派）。
3月5日，中共中央宣布江苏军管，10日，江苏省军事管制委员会成立，杜平任主任，张才千、周贯五、赵俊、梁辑卿任副主任。3月，南京军区取缔了十几个“红总派”组织，监禁数百名造反派头头（被称为“三月镇反”）。此后两派对立不断升级，出现大规模暴力冲突。红总派进行倒许（世友）活动，八·二七派则成为拥军派。
9月4日，达成“九四停火协议”，暴力冲突逐渐平息，中共中央召集两派代表赴京谈判。12月，毛泽东最终决定：“许世友不能打倒。”1968年1月，周恩来和康生宣布高啸平和杜方平是挑动两派武斗的黑手。2月，根据谈判协议，成立了一系列行业性大联合组织。3月23日，江苏省革命委员会成立，下设办事组、政工组、生产指挥组、政法组等。1979年12月撤销，恢复为江苏省人民政府。

## 领导
主要领导人如下：

### 1968年3月-1977年12月
- 主任：许世友
- 副主任：吴大胜、杨广立、彭冲（以上3人，1968年3月始任职）、王超柱、华林森、陈和发、赵桂香（以上4人，1970年3月始任职）、蒋科、许家屯（以上2人，1970年12月始任职）、王敏生（1975年9月-）

### 1977年12月-1979年12月
1977年12月28日江苏省五届人大第一次会议选出。
- 主任：许家屯
- 副主任：胡宏、王敏生、周泽、惠浴宇、丁可则、汪冰石、张仲良、陈光、汪海粟、戴为然、李执中、陈克天、章瑞英、刘锡庚、金逊、宫维桢、柳林、徐方恒、周一峰、洪沛霖（以上6人，1979年2月增补）